# Ion Grosu (chimist)
Ion Grosu (n. 1955) este un chimist român, membru corespondent al Academiei Române din 2014.